# Greensboro Generals
Greensboro Generals byl profesionální americký klub ledního hokeje, který sídlil v Greensboro ve státě Severní Karolína. V letech 1999–2004 působil v profesionální soutěži East Coast Hockey League. Generals ve své poslední sezóně v ECHL skončily v základní části. Své domácí zápasy odehrával v hale Greensboro Coliseum Complex s kapacitou 23 500 diváků. Klubové barvy byly modrá a červená.

## Přehled ligové účasti
Zdroj: 
- 1999–2003: East Coast Hockey League (Severovýchodní divize)
- 2003–2004: East Coast Hockey League (Jižní divize)